# Campeonato Asiático de Voleibol Masculino de 2021
O Campeonato Asiático de Voleibol Masculino de 2021 foi a 21.ª edição deste torneio organizado pela Confederação Asiática de Voleibol (AVC) em parceria com a Associação Japonesa de Voleibol, realizado no período de 12 a 19 de setembro nas cidades de Chiba e Funabashi, no Japão.
A seleção iraniana conquistou seu quarto título ao derrotar na final os anfitriões. Ambas seleções garantiram vagas para o Campeonato Mundial de 2022. A seleção chinesa completou o pódio ao vencer a seleção do Taipé Chinês pela disputa da medalha de bronze. O oposto iraniano Saber Kazemi foi eleito o melhor jogador do torneio.

## Seleções participantes
As seguintes seleções foram selecionadas e qualificadas para competir o campeonato:
| Equipe         | Última participação |
| -------------- | ------------------- |
| Arábia Saudita | 2017                |
| Austrália      | 2019                |
| Bahrein        | 2015                |
| Catar          | 2019                |
| Cazaquistão    | 2019                |
| China          | 2019                |
| Coreia do Sul  | 2019                |
| Hong Kong      | 2019                |
| Índia          | 2019                |
| Irã            | 2019                |
| Japão          | 2019                |
| Kuwait         | 2019                |
| Paquistão      | 2019                |
| Taipé Chinês   | 2019                |
| Tailândia      | 2019                |
| Uzbequistão    | 2013                |

Observações:
- A seleção do Sri Lanka se qualificou para disputar o campeonato, mas devido a positividade de COVID-19 em todos os seus jogadores, a seleção foi substituída pela seleção do Uzbequistão.[4]
- Indonésia, Filipinas e Vietnã enviaram suas inscrições para participar do torneio. No entanto, eles não puderam ingressar devido a todas as 16 equipes já estarem confirmadas na época.[5]

## Locais das partidas
| Chiba             | Funabashi         |
| Chiba Port Arena  | Funabashi Arena   |
|                   |                   |
| Capacidade: 7 512 | Capacidade: 4 368 |

## Grupos
O sorteio dos grupos foi realizado em 16 de julho de 2021 em Banguecoque.
| Grupo A | Grupo B   | Grupo C     | Grupo D        |
| ------- | --------- | ----------- | -------------- |
| Bahamas | Hong Kong | Austrália   | Arábia Saudita |
| Catar   | Irã       | China       | Cazaquistão    |
| Índia   | Paquistão | Kuwait      | Coreia do Sul  |
| Japão   | Tailândia | Uzbequistão | Taipé Chinês   |

## Formato de disputa
O torneio foi dividido em três fases: fase preliminar, fase classificatória e fase final.
Na fase preliminar, onde todos se enfrentaram, os dois primeiros classificados do grupo A e C entraram no grupo E e os dois primeiros classificados do grupo B e D entraram no grupo F, enquanto os dois últimos classificados no grupo A e C entraram no grupo G e os dois últimos classificados do Grupo B e D entraram no Grupo H.
Na fase classificatória, onde todos se enfrentaram, os dois primeiros classificados dos grupos E e F entraram na fase final e os dois últimos classificados dos grupos E e F entraram na disputa para o quinto lugar, enquanto os dois primeiros classificados do grupo G e H entraram na disputa para o nono lugar e os dois últimos classificados do grupo G e H entraram na disputa para o décimo terceiro lugar. Nessa fase, os resultados e os pontos das partidas entre as mesmas equipes que já foram disputadas na fase preliminar foram levadas em consideração para a fase classificatória.
A fase final foi composta pelas disputas do décimo terceiro, nono e quinto lugares; e as duas partidas nas semifinais, uma partida pela medalha de bronze e uma partida pelo título do campeonato.

## Critérios de classificação nos grupos
1. Número de vitórias;
2. Pontos;
3. Razão de sets;
4. Razão de pontos;
5. Resultado da última partida entre os times empatados.

- Placar de 3–0 ou 3–1: 3 pontos para o vencedor, nenhum para o perdedor;
- Placar de 3–2: 2 pontos para o vencedor, 1 para o perdedor.

## Fase preliminar
|  | Classificados para os grupos E e F |
|  | Classificados para os grupos G e H |

### Grupo A
|     |         |     | Jogos | Jogos | Jogos | Resultados | Resultados | Resultados | Resultados | Resultados | Resultados | Sets | Sets | Sets  | Pontos | Pontos | Pontos |
| Pos | Equipe  | Pts | T     | V     | D     | 3–0        | 3–1        | 3–2        | 2–3        | 1–3        | 0–3        | V    | P    | R     | V      | P      | R      |
| --- | ------- | --- | ----- | ----- | ----- | ---------- | ---------- | ---------- | ---------- | ---------- | ---------- | ---- | ---- | ----- | ------ | ------ | ------ |
| 1   | Japão   | 9   | 3     | 3     | 0     | 2          | 1          | 0          | 0          | 0          | 0          | 9    | 1    | 9,000 | 248    | 193    | 1.285  |
| 2   | Catar   | 6   | 3     | 2     | 1     | 2          | 0          | 0          | 0          | 0          | 1          | 6    | 3    | 2,000 | 215    | 194    | 1.108  |
| 3   | Bahrein | 3   | 3     | 1     | 2     | 1          | 0          | 0          | 0          | 1          | 1          | 4    | 6    | 0.667 | 221    | 241    | 0.917  |
| 4   | Índia   | 0   | 3     | 0     | 3     | 0          | 0          | 0          | 0          | 0          | 3          | 0    | 9    | 0,000 | 171    | 227    | 0.753  |

| Data   | Hora  |         | Placar |         | Set 1 | Set 2 | Set 3 | Set 4 | Set 5 | Total | Relatório |
| ------ | ----- | ------- | ------ | ------- | ----- | ----- | ----- | ----- | ----- | ----- | --------- |
| 12 set | 09:30 | Bahrein | 3–0    | Índia   | 27–25 | 25–21 | 25–21 |       |       | 77–67 | P2        |
| 12 set | 18:00 | Japão   | 3–0    | Catar   | 25–20 | 25–23 | 25–21 |       |       | 75–64 | P2        |
| 13 set | 12:00 | Índia   | 0–3    | Catar   | 22–25 | 14–25 | 20–25 |       |       | 56–75 | P2        |
| 13 set | 18:00 | Bahrein | 1–3    | Japão   | 25–23 | 17–25 | 23–25 | 16–25 |       | 81–98 | P2        |
| 14 set | 12:00 | Catar   | 3–0    | Bahrein | 25–19 | 25–20 | 26–24 |       |       | 76–63 | P2        |
| 14 set | 18:00 | Japão   | 3–0    | Índia   | 25–15 | 25–15 | 25–18 |       |       | 75–48 | P2        |

### Grupo B
|     |           |     | Jogos | Jogos | Jogos | Resultados | Resultados | Resultados | Resultados | Resultados | Resultados | Sets | Sets | Sets  | Pontos | Pontos | Pontos |
| Pos | Equipe    | Pts | T     | V     | D     | 3–0        | 3–1        | 3–2        | 2–3        | 1–3        | 0–3        | V    | P    | R     | V      | P      | R      |
| --- | --------- | --- | ----- | ----- | ----- | ---------- | ---------- | ---------- | ---------- | ---------- | ---------- | ---- | ---- | ----- | ------ | ------ | ------ |
| 1   | Irã       | 9   | 3     | 3     | 0     | 3          | 0          | 0          | 0          | 0          | 0          | 9    | 0    | MAX   | 225    | 150    | 1.500  |
| 2   | Paquistão | 5   | 3     | 2     | 1     | 0          | 1          | 1          | 0          | 0          | 1          | 6    | 6    | 1,000 | 261    | 248    | 1.052  |
| 3   | Tailândia | 4   | 3     | 1     | 2     | 0          | 1          | 0          | 1          | 0          | 1          | 5    | 7    | 0.714 | 251    | 275    | 0.913  |
| 4   | Hong Kong | 0   | 3     | 0     | 3     | 0          | 0          | 0          | 0          | 1          | 2          | 1    | 9    | 0.111 | 206    | 270    | 0.763  |

| Data   | Hora  |           | Placar |           | Set 1 | Set 2 | Set 3 | Set 4 | Set 5 | Total   | Relatório |
| ------ | ----- | --------- | ------ | --------- | ----- | ----- | ----- | ----- | ----- | ------- | --------- |
| 12 set | 15:00 | Tailândia | 2–3    | Paquistão | 25–22 | 23–25 | 25–21 | 23–25 | 12–15 | 108–108 | P2        |
| 12 set | 15:00 | Irã       | 3–0    | Hong Kong | 25–12 | 25–18 | 25–19 |       |       | 75–49   | P2        |
| 13 set | 09:30 | Hong Kong | 1–3    | Paquistão | 16–25 | 26–24 | 11–25 | 12–25 |       | 65–99   | P2        |
| 13 set | 15:00 | Irã       | 3–0    | Tailândia | 25–17 | 25–12 | 25–18 |       |       | 75–47   | P2        |
| 14 set | 09:30 | Paquistão | 0–3    | Irã       | 20–25 | 19–25 | 15–25 |       |       | 54–75   | P2        |
| 14 set | 15:00 | Tailândia | 3–1    | Hong Kong | 25–22 | 17–25 | 29–27 | 25–18 |       | 96–92   | P2        |

### Grupo C
|     |             |     | Jogos | Jogos | Jogos | Resultados | Resultados | Resultados | Resultados | Resultados | Resultados | Sets | Sets | Sets  | Pontos | Pontos | Pontos |
| Pos | Equipe      | Pts | T     | V     | D     | 3–0        | 3–1        | 3–2        | 2–3        | 1–3        | 0–3        | V    | P    | R     | V      | P      | R      |
| --- | ----------- | --- | ----- | ----- | ----- | ---------- | ---------- | ---------- | ---------- | ---------- | ---------- | ---- | ---- | ----- | ------ | ------ | ------ |
| 1   | Austrália   | 8   | 3     | 3     | 0     | 2          | 0          | 1          | 0          | 0          | 0          | 9    | 2    | 4.500 | 263    | 209    | 1.258  |
| 2   | China       | 7   | 4     | 2     | 2     | 2          | 0          | 0          | 1          | 0          | 1          | 8    | 6    | 1.333 | 261    | 207    | 1.261  |
| 3   | Kuwait      | 3   | 3     | 1     | 2     | 0          | 1          | 0          | 0          | 0          | 2          | 3    | 7    | 0.429 | 185    | 244    | 0.758  |
| 4   | Uzbequistão | 0   | 3     | 0     | 3     | 0          | 0          | 0          | 0          | 1          | 2          | 1    | 9    | 0.111 | 196    | 245    | 0.800  |

| Data   | Hora  |             | Placar |             | Set 1 | Set 2 | Set 3 | Set 4 | Set 5 | Total   | Relatório |
| ------ | ----- | ----------- | ------ | ----------- | ----- | ----- | ----- | ----- | ----- | ------- | --------- |
| 12 set | 12:30 | Kuwait      | 0–3    | China       | 12–25 | 16–25 | 18–25 |       |       | 46–75   | P2        |
| 12 set | 17:30 | Austrália   | 3–0    | Uzbequistão | 25–16 | 25–19 | 25–19 |       |       | 75–54   | P2        |
| 13 set | 12:30 | Uzbequistão | 0–3    | China       | 14–25 | 18–25 | 16–25 |       |       | 48–75   | P2        |
| 13 set | 15:00 | Austrália   | 3–0    | Kuwait      | 25–21 | 25–14 | 25–9  |       |       | 75–44   | P2        |
| 14 set | 10:05 | Kuwait      | 3–1    | Uzbequistão | 29–27 | 16–25 | 25–21 | 25–21 |       | 95–94   | P2        |
| 14 set | 17:40 | China       | 2–3    | Austrália   | 27–25 | 25–20 | 21–25 | 26–28 | 12–15 | 111–113 | P2        |

### Grupo D
|     |                |     | Jogos | Jogos | Jogos | Resultados | Resultados | Resultados | Resultados | Resultados | Resultados | Sets | Sets | Sets  | Pontos | Pontos | Pontos |
| Pos | Equipe         | Pts | T     | V     | D     | 3–0        | 3–1        | 3–2        | 2–3        | 1–3        | 0–3        | V    | P    | R     | V      | P      | R      |
| --- | -------------- | --- | ----- | ----- | ----- | ---------- | ---------- | ---------- | ---------- | ---------- | ---------- | ---- | ---- | ----- | ------ | ------ | ------ |
| 1   | Taipé Chinês   | 9   | 3     | 3     | 0     | 2          | 1          | 0          | 0          | 0          | 0          | 9    | 1    | 9,000 | 248    | 196    | 1.265  |
| 2   | Coreia do Sul  | 6   | 4     | 2     | 2     | 2          | 0          | 0          | 0          | 1          | 1          | 7    | 6    | 1.167 | 237    | 207    | 1.145  |
| 3   | Arábia Saudita | 3   | 2     | 1     | 1     | 1          | 0          | 0          | 0          | 0          | 1          | 3    | 3    | 1,000 | 178    | 217    | 0.820  |
| 4   | Cazaquistão    | 0   | 3     | 0     | 3     | 0          | 0          | 0          | 0          | 0          | 3          | 0    | 9    | 0,000 | 182    | 225    | 0.809  |

| Data   | Hora  |                | Placar |                | Set 1 | Set 2 | Set 3 | Set 4 | Set 5 | Total | Relatório |
| ------ | ----- | -------------- | ------ | -------------- | ----- | ----- | ----- | ----- | ----- | ----- | --------- |
| 12 set | 10:00 | Taipé Chinês   | 3–0    | Cazaquistão    | 25–20 | 25–22 | 25–19 |       |       | 75–61 | P2        |
| 12 set | 12:00 | Arábia Saudita | 0–3    | Coreia do Sul  | 18–25 | 17–25 | 20–25 |       |       | 55–75 | P2        |
| 13 set | 10:00 | Arábia Saudita | 0–3    | Taipé Chinês   | 15–25 | 16–25 | 17–25 |       |       | 48–75 | P2        |
| 13 set | 17:30 | Coreia do Sul  | 3–0    | Cazaquistão    | 25–21 | 25–17 | 25–16 |       |       | 75–54 | P2        |
| 14 set | 12:45 | Cazaquistão    | 0–3    | Arábia Saudita | 23–25 | 21–25 | 23–25 |       |       | 67–75 | P2        |
| 14 set | 15:00 | Taipé Chinês   | 3–1    | Coreia do Sul  | 23–25 | 25–21 | 25–20 | 25–21 |       | 98–87 | P2        |

## Fase classificatória
|  | Classificados para as semifinais               |
|  | Classificados para as disputa do 5º – 8º lugar |

### Grupo E
|     |           |     | Jogos | Jogos | Jogos | Resultados | Resultados | Resultados | Resultados | Resultados | Resultados | Sets | Sets | Sets  | Pontos | Pontos | Pontos |
| Pos | Equipe    | Pts | T     | V     | D     | 3–0        | 3–1        | 3–2        | 2–3        | 1–3        | 0–3        | V    | P    | R     | V      | P      | R      |
| --- | --------- | --- | ----- | ----- | ----- | ---------- | ---------- | ---------- | ---------- | ---------- | ---------- | ---- | ---- | ----- | ------ | ------ | ------ |
| 1   | Japão     | 6   | 3     | 2     | 1     | 2          | 0          | 0          | 0          | 1          | 0          | 7    | 3    | 2.333 | 238    | 229    | 1.039  |
| 2   | China     | 8   | 4     | 3     | 1     | 0          | 1          | 2          | 1          | 0          | 0          | 11   | 8    | 1.375 | 328    | 309    | 1.061  |
| 3   | Catar     | 4   | 3     | 1     | 2     | 1          | 0          | 0          | 1          | 0          | 1          | 5    | 6    | 0.833 | 247    | 251    | 0.984  |
| 4   | Austrália | 8   | 3     | 3     | 0     | 2          | 0          | 1          | 0          | 0          | 0          | 9    | 2    | 4.500 | 237    | 261    | 0.908  |

| Data   | Hora  |       | Placar |           | Set 1 | Set 2 | Set 3 | Set 4 | Set 5 | Total   | Relatório |
| ------ | ----- | ----- | ------ | --------- | ----- | ----- | ----- | ----- | ----- | ------- | --------- |
| 16 set | 12:20 | Catar | 3–0    | Austrália | 25–20 | 25–20 | 25–21 |       |       | 75–61   | P2        |
| 16 set | 18:00 | Japão | 1–3    | China     | 19–25 | 29–27 | 21–25 | 19–25 |       | 88–102  | P2        |
| 17 set | 12:00 | Catar | 2–3    | China     | 26–28 | 25–21 | 28–26 | 19–25 | 10–15 | 108–115 | P2        |
| 17 set | 18:00 | Japão | 3–0    | Austrália | 25–23 | 25–17 | 25–23 |       |       | 75–63   | P2        |

### Grupo F
|     |               |     | Jogos | Jogos | Jogos | Resultados | Resultados | Resultados | Resultados | Resultados | Resultados | Sets | Sets | Sets  | Pontos | Pontos | Pontos |
| Pos | Equipe        | Pts | T     | V     | D     | 3–0        | 3–1        | 3–2        | 2–3        | 1–3        | 0–3        | V    | P    | R     | V      | P      | R      |
| --- | ------------- | --- | ----- | ----- | ----- | ---------- | ---------- | ---------- | ---------- | ---------- | ---------- | ---- | ---- | ----- | ------ | ------ | ------ |
| 1   | Irã           | 9   | 3     | 3     | 0     | 3          | 0          | 0          | 0          | 0          | 0          | 9    | 0    | MAX   | 225    | 155    | 1.452  |
| 2   | Taipé Chinês  | 6   | 3     | 2     | 1     | 0          | 2          | 0          | 0          | 0          | 1          | 6    | 5    | 1.200 | 239    | 252    | 0.948  |
| 3   | Paquistão     | 3   | 3     | 1     | 2     | 1          | 0          | 0          | 0          | 1          | 1          | 4    | 6    | 0.667 | 219    | 231    | 0.948  |
| 4   | Coreia do Sul | 0   | 3     | 0     | 3     | 0          | 0          | 0          | 0          | 1          | 2          | 1    | 9    | 0.111 | 203    | 248    | 0.819  |

| Data   | Hora  |           | Placar |               | Set 1 | Set 2 | Set 3 | Set 4 | Set 5 | Total | Relatório |
| ------ | ----- | --------- | ------ | ------------- | ----- | ----- | ----- | ----- | ----- | ----- | --------- |
| 16 set | 09:30 | Paquistão | 1–3    | Taipé Chinês  | 20–25 | 25–22 | 23–25 | 22–25 |       | 90–97 | P2        |
| 16 set | 15:00 | Irã       | 3–0    | Coreia do Sul | 25–19 | 25–18 | 25–20 |       |       | 75–57 | P2        |
| 17 set | 09:30 | Paquistão | 3–0    | Coreia do Sul | 25–23 | 25–22 | 25–14 |       |       | 75–59 | P2        |
| 17 set | 15:15 | Irã       | 3–0    | Taipé Chinês  | 25–10 | 25–23 | 25–11 |       |       | 75–44 | P2        |

### Grupo G
|  | Classificados para as disputa do 9º – 12º lugar  |
|  | Classificados para as disputa do 13º – 16º lugar |

|     |             |     | Jogos | Jogos | Jogos | Resultados | Resultados | Resultados | Resultados | Resultados | Resultados | Sets | Sets | Sets  | Pontos | Pontos | Pontos |
| Pos | Equipe      | Pts | T     | V     | D     | 3–0        | 3–1        | 3–2        | 2–3        | 1–3        | 0–3        | V    | P    | R     | V      | P      | R      |
| --- | ----------- | --- | ----- | ----- | ----- | ---------- | ---------- | ---------- | ---------- | ---------- | ---------- | ---- | ---- | ----- | ------ | ------ | ------ |
| 1   | Bahamas     | 9   | 3     | 3     | 0     | 3          | 0          | 0          | 0          | 0          | 0          | 9    | 0    | MAX   | 229    | 189    | 1.212  |
| 2   | Índia       | 6   | 3     | 2     | 1     | 2          | 0          | 0          | 0          | 0          | 1          | 6    | 3    | 2,000 | 217    | 191    | 1.136  |
| 3   | Kuwait      | 3   | 3     | 1     | 2     | 0          | 1          | 0          | 0          | 0          | 2          | 3    | 7    | 0.429 | 214    | 244    | 0.877  |
| 4   | Uzbequistão | 0   | 3     | 0     | 3     | 0          | 0          | 0          | 0          | 1          | 2          | 1    | 9    | 0.111 | 211    | 247    | 0.854  |

| Data   | Hora  |         | Placar |             | Set 1 | Set 2 | Set 3 | Set 4 | Set 5 | Total | Relatório |
| ------ | ----- | ------- | ------ | ----------- | ----- | ----- | ----- | ----- | ----- | ----- | --------- |
| 16 set | 12:30 | Índia   | 3–0    | Kuwait      | 25–20 | 25–20 | 25–20 |       |       | 75–60 | P2        |
| 16 set | 15:00 | Bahrein | 3–0    | Uzbequistão | 25–19 | 27–25 | 25–19 |       |       | 77–63 | P2        |
| 17 set | 10:00 | Índia   | 3–0    | Uzbequistão | 25–19 | 25–13 | 25–22 |       |       | 75–54 | P2        |
| 17 set | 17:30 | Bahrein | 3–0    | Kuwait      | 25–21 | 25–19 | 25–19 |       |       | 75–59 | P2        |

### Grupo H
|     |                |     | Jogos | Jogos | Jogos | Resultados | Resultados | Resultados | Resultados | Resultados | Resultados | Sets | Sets | Sets  | Pontos | Pontos | Pontos |
| Pos | Equipe         | Pts | T     | V     | D     | 3–0        | 3–1        | 3–2        | 2–3        | 1–3        | 0–3        | V    | P    | R     | V      | P      | R      |
| --- | -------------- | --- | ----- | ----- | ----- | ---------- | ---------- | ---------- | ---------- | ---------- | ---------- | ---- | ---- | ----- | ------ | ------ | ------ |
| 1   | Arábia Saudita | 9   | 3     | 3     | 0     | 2          | 1          | 0          | 0          | 0          | 0          | 9    | 1    | 9,000 | 245    | 202    | 1.213  |
| 2   | Cazaquistão    | 6   | 3     | 2     | 1     | 1          | 1          | 0          | 0          | 0          | 1          | 6    | 4    | 1.500 | 235    | 217    | 1.083  |
| 3   | Tailândia      | 3   | 3     | 1     | 2     | 0          | 1          | 0          | 0          | 2          | 0          | 5    | 7    | 0.714 | 271    | 280    | 0.968  |
| 4   | Hong Kong      | 0   | 3     | 0     | 3     | 0          | 0          | 0          | 0          | 1          | 2          | 1    | 9    | 0.111 | 194    | 246    | 0.789  |

| Data   | Hora  |           | Placar |                | Set 1 | Set 2 | Set 3 | Set 4 | Set 5 | Total | Relatório |
| ------ | ----- | --------- | ------ | -------------- | ----- | ----- | ----- | ----- | ----- | ----- | --------- |
| 16 set | 10:00 | Tailândia | 1–3    | Cazaquistão    | 25–18 | 23–25 | 19–25 | 22–25 |       | 89–93 | P2        |
| 16 set | 17:30 | Hong Kong | 0–3    | Arábia Saudita | 12–25 | 18–25 | 19–25 |       |       | 49–75 | P2        |
| 17 set | 12:30 | Hong Kong | 0–3    | Cazaquistão    | 16–25 | 21–25 | 16–25 |       |       | 53–75 | P2        |
| 17 set | 15:00 | Tailândia | 1–3    | Arábia Saudita | 20–25 | 25–20 | 19–25 | 22–25 |       | 86–95 | P2        |

## Fase final

### 13º – 16º lugar
|  | 13º – 16º lugar | 13º – 16º lugar |                     |   | Décimo terceiro lugar | Décimo terceiro lugar |
|  |                 |                 |                     |   |                       |                       |
|  |                 |                 |                     |   |                       |                       |
|  |                 |                 |                     |   |                       |                       |
|  | Kuwait          | 2               |                     |   |                       |                       |
|  | Kuwait          | 2               |                     |   |                       |                       |
|  | Hong Kong       | 3               |                     |   |                       |                       |
|  | Hong Kong       | 3               | Hong Kong           | 0 |                       |                       |
|  |                 |                 | Hong Kong           | 0 |                       |                       |
|  |                 | Uzbequistão     | 3                   |   |                       |                       |
|  | Uzbequistão     | Uzbequistão     | 3                   | 3 |                       |                       |
|  | Uzbequistão     |                 |                     | 3 |                       |                       |
|  | Tailândia       | 2               |                     |   |                       |                       |
|  | Tailândia       | 2               | Décimo quinto lugar |   |                       |                       |
|  |                 |                 |                     |   |                       |                       |
|  |                 |                 |                     |   |                       |                       |
|  |                 |                 |                     |   |                       |                       |
|  | Kuwait          | 1               |                     |   |                       |                       |
|  | Kuwait          | 1               |                     |   |                       |                       |
|  | Tailândia       | 3               |                     |   |                       |                       |

#### 13º – 16º lugar
| Data   | Hora  |             | Placar |           | Set 1 | Set 2 | Set 3 | Set 4 | Set 5 | Total   | Relatório |
| ------ | ----- | ----------- | ------ | --------- | ----- | ----- | ----- | ----- | ----- | ------- | --------- |
| 18 set | 10:00 | Uzbequistão | 3–2    | Tailândia | 28–26 | 23–25 | 25–19 | 22–25 | 20–18 | 118–113 | P2        |
| 18 set | 13:00 | Kuwait      | 2–3    | Hong Kong | 18–25 | 25–22 | 21–25 | 25–20 | 14–16 | 103–108 | P2        |

#### Décimo quinto lugar
| Data   | Hora  |        | Placar |           | Set 1 | Set 2 | Set 3 | Set 4 | Set 5 | Total | Relatório |
| ------ | ----- | ------ | ------ | --------- | ----- | ----- | ----- | ----- | ----- | ----- | --------- |
| 19 set | 12:30 | Kuwait | 1–3    | Tailândia | 16–25 | 25–21 | 23–25 | 20–25 |       | 84–96 | P2        |

#### Décimo terceiro lugar
| Data   | Hora  |           | Placar |             | Set 1 | Set 2 | Set 3 | Set 4 | Set 5 | Total | Relatório |
| ------ | ----- | --------- | ------ | ----------- | ----- | ----- | ----- | ----- | ----- | ----- | --------- |
| 19 set | 10:00 | Hong Kong | 0–3    | Uzbequistão | 20–25 | 23–25 | 21–25 |       |       | 64–75 | P2        |

### 9º – 12º lugar
|  | 9º – 12º lugar | 9º – 12º lugar |                       |   | Nono lugar | Nono lugar |
|  |                |                |                       |   |            |            |
|  |                |                |                       |   |            |            |
|  |                |                |                       |   |            |            |
|  | Bahrein        | 3              |                       |   |            |            |
|  | Bahrein        | 3              |                       |   |            |            |
|  | Cazaquistão    | 1              |                       |   |            |            |
|  | Cazaquistão    | 1              | Bahrein               | 2 |            |            |
|  |                |                | Bahrein               | 2 |            |            |
|  |                | Índia          | 3                     |   |            |            |
|  | Índia          | Índia          | 3                     | 3 |            |            |
|  | Índia          |                |                       | 3 |            |            |
|  | Arábia Saudita | 0              |                       |   |            |            |
|  | Arábia Saudita | 0              | Décimo primeiro lugar |   |            |            |
|  |                |                |                       |   |            |            |
|  |                |                |                       |   |            |            |
|  |                |                |                       |   |            |            |
|  | Cazaquistão    | 3              |                       |   |            |            |
|  | Cazaquistão    | 3              |                       |   |            |            |
|  | Arábia Saudita | 0              |                       |   |            |            |

#### 9º – 12º lugar
| Data   | Hora  |         | Placar |                | Set 1 | Set 2 | Set 3 | Set 4 | Set 5 | Total | Relatório |
| ------ | ----- | ------- | ------ | -------------- | ----- | ----- | ----- | ----- | ----- | ----- | --------- |
| 18 set | 15:55 | Bahrein | 3–1    | Cazaquistão    | 16–25 | 25–23 | 28–26 | 25–22 |       | 94–96 | P2        |
| 18 set | 18:30 | Índia   | 3–0    | Arábia Saudita | 25–22 | 25–22 | 25–23 |       |       | 75–67 | P2        |

#### Décimo primeiro lugar
| Data   | Hora  |             | Placar |                | Set 1 | Set 2 | Set 3 | Set 4 | Set 5 | Total | Relatório |
| ------ | ----- | ----------- | ------ | -------------- | ----- | ----- | ----- | ----- | ----- | ----- | --------- |
| 19 set | 15:00 | Cazaquistão | 3–0    | Arábia Saudita | 25–16 | 25–20 | 25–23 |       |       | 75–59 | P2        |

#### Nono lugar
| Data   | Hora  |         | Placar |       | Set 1 | Set 2 | Set 3 | Set 4 | Set 5 | Total   | Relatório |
| ------ | ----- | ------- | ------ | ----- | ----- | ----- | ----- | ----- | ----- | ------- | --------- |
| 19 set | 17:30 | Bahrein | 2–3    | Índia | 16–25 | 23–25 | 25–20 | 25–23 | 14–16 | 103–109 | P2        |

### 5º – 8º lugar
|  | 5º – 8º lugar | 5º – 8º lugar |              |   | Quinto lugar | Quinto lugar |
|  |               |               |              |   |              |              |
|  |               |               |              |   |              |              |
|  |               |               |              |   |              |              |
|  | Catar         | 3             |              |   |              |              |
|  | Catar         | 3             |              |   |              |              |
|  | Coreia do Sul | 0             |              |   |              |              |
|  | Coreia do Sul | 0             | Catar        | 3 |              |              |
|  |               |               | Catar        | 3 |              |              |
|  |               | Austrália     | 0            |   |              |              |
|  | Austrália     | Austrália     | 0            | 3 |              |              |
|  | Austrália     |               |              | 3 |              |              |
|  | Paquistão     | 0             |              |   |              |              |
|  | Paquistão     | 0             | Sétimo lugar |   |              |              |
|  |               |               |              |   |              |              |
|  |               |               |              |   |              |              |
|  |               |               |              |   |              |              |
|  | Coreia do Sul | 0             |              |   |              |              |
|  | Coreia do Sul | 0             |              |   |              |              |
|  | Paquistão     | 3             |              |   |              |              |

#### 5º – 8º lugar
| Data   | Hora  |           | Placar |               | Set 1 | Set 2 | Set 3 | Set 4 | Set 5 | Total | Relatório |
| ------ | ----- | --------- | ------ | ------------- | ----- | ----- | ----- | ----- | ----- | ----- | --------- |
| 18 set | 09:30 | Catar     | 3–0    | Coreia do Sul | 25–16 | 32–30 | 25–22 |       |       | 82–68 | P2        |
| 18 set | 12:00 | Austrália | 3–0    | Paquistão     | 25–16 | 26–24 | 25–23 |       |       | 76–63 | P2        |

#### Sétimo lugar
| Data   | Hora  |               | Placar |           | Set 1 | Set 2 | Set 3 | Set 4 | Set 5 | Total | Relatório |
| ------ | ----- | ------------- | ------ | --------- | ----- | ----- | ----- | ----- | ----- | ----- | --------- |
| 19 set | 09:30 | Coreia do Sul | 0–3    | Paquistão | 23–25 | 15–25 | 26–28 |       |       | 64–78 | P2        |

#### Quinto lugar
| Data   | Hora  |       | Placar |           | Set 1 | Set 2 | Set 3 | Set 4 | Set 5 | Total | Relatório |
| ------ | ----- | ----- | ------ | --------- | ----- | ----- | ----- | ----- | ----- | ----- | --------- |
| 19 set | 12:00 | Catar | 3–0    | Austrália | 25–21 | 25–11 | 25–23 |       |       | 75–55 | P2        |

### Finais
|  | Semifinais   | Semifinais |                |   | Final | Final |
|  |              |            |                |   |       |       |
|  |              |            |                |   |       |       |
|  |              |            |                |   |       |       |
|  | Japão        | 3          |                |   |       |       |
|  | Japão        | 3          |                |   |       |       |
|  | Taipé Chinês | 1          |                |   |       |       |
|  | Taipé Chinês | 1          | Japão          | 0 |       |       |
|  |              |            | Japão          | 0 |       |       |
|  |              | Irã        | 3              |   |       |       |
|  | China        | Irã        | 3              | 1 |       |       |
|  | China        |            |                | 1 |       |       |
|  | Irã          | 3          |                |   |       |       |
|  | Irã          | 3          | Terceiro lugar |   |       |       |
|  |              |            |                |   |       |       |
|  |              |            |                |   |       |       |
|  |              |            |                |   |       |       |
|  | Taipé Chinês | 0          |                |   |       |       |
|  | Taipé Chinês | 0          |                |   |       |       |
|  | China        | 3          |                |   |       |       |

#### Semifinais
| Data   | Hora  |       | Placar |              | Set 1 | Set 2 | Set 3 | Set 4 | Set 5 | Total | Relatório |
| ------ | ----- | ----- | ------ | ------------ | ----- | ----- | ----- | ----- | ----- | ----- | --------- |
| 18 set | 15:05 | China | 1–3    | Irã          | 22–25 | 25–17 | 22–25 | 17–25 |       | 86–92 | P2        |
| 18 set | 18:00 | Japão | 3–1    | Taipé Chinês | 25–16 | 22–25 | 25–21 | 25–20 |       | 97–82 | P2        |

#### Terceiro lugar
| Data   | Hora  |              | Placar |       | Set 1 | Set 2 | Set 3 | Set 4 | Set 5 | Total | Relatório |
| ------ | ----- | ------------ | ------ | ----- | ----- | ----- | ----- | ----- | ----- | ----- | --------- |
| 19 set | 15:00 | Taipé Chinês | 0–3    | China | 17–25 | 16–25 | 17–25 |       |       | 50–75 | P2        |

#### Final
| Data   | Hora  |       | Placar |     | Set 1 | Set 2 | Set 3 | Set 4 | Set 5 | Total | Relatório |
| ------ | ----- | ----- | ------ | --- | ----- | ----- | ----- | ----- | ----- | ----- | --------- |
| 19 set | 18:00 | Japão | 0–3    | Irã | 25–27 | 22–25 | 29–31 |       |       | 76–83 | P2        |

## Classificação final
| Colocação | Equipe         |
| --------- | -------------- |
| 1         | Irã            |
| 2         | Japão          |
| 3         | China          |
| 4         | Taipé Chinês   |
| 5         | Catar          |
| 6         | Austrália      |
| 7         | Paquistão      |
| 8         | Coreia do Sul  |
| 9         | Índia          |
| 10        | Bahrein        |
| 11        | Cazaquistão    |
| 12        | Arábia Saudita |
| 13        | Uzbequistão    |
| 14        | Hong Kong      |
| 15        | Tailândia      |
| 16        | Kuwait         |

|  | Equipes classificadas para o Campeonato Mundial de 2022 |

## Premiações
| Campeonato Asiático de 2021 |
| Irã                         |
| --------------------------- |
| Irã Campeão (4.º título)    |

### Individuais
Os atletas que se destacaram individualmente foramː
| - Most Valuable Player (MVP) Saber Kazemi - Melhor oposto Kento Miyaura - Melhores ponteiros Yūki Ishikawa Milad Ebadipour | - Melhor levantador Javad Karimi - Melhores centrais Aliasghar Mojarad Li Yongzhen - Melhor líbero Mohammad Reza Hazratpour |